# 基里爾 (普萊斯拉夫親王)
基里尔王子（Kyrill，1964年7月11日—），出生于马德里。保加利亚王子，普莱斯拉夫亲王、萨克森公爵'，是保加利亚国王西美昂二世与玛格丽塔·戈麦斯-阿瑟博-塞胡拉王后的次子。